# Granični prijelaz Daraa
Granični prijelaz Daraa je međunarodni granični prijelaz između Sirije i Jordana. Nalazi se između gradova Daraa u Siriji i Ar Ramtha u Jordanu. Nalazi se uz dionicu Damask-Amman željeznice Hejaz.
Tijekom sirijskog građanskog rata, pobunjeničke snage preuzele su kontrolu nad prijelazom u rujnu 2013.
Dana 10. srpnja 2018. sirijska vojska ponovno je zauzela stari granični prijelaz Daraa.